# ATIS
Serviço Automático de Informação Terminal, ou ATIS - Automatic Terminal Information Service, é uma transmissão automática contínua de informações referentes a um Aeroporto movimentado. As transmissões ATIS contém informações essenciais, como clima, pista em uso, rotas de aproximação disponíveis, e qualquer informação requerida por pilotos, como NOTAMs. Normalmente os pilotos ouvem a transmissão ATIS local antes de entrar em contato com o centro de controle local a fim de reduzir a carga de trabalho dos controladores e descongestionar as frequências.

## D-ATIS
Muitos aeródromos empregam o uso do ATIS Digital (ou D-ATIS. O D-ATIS é uma versão de texto da transmissão de audio do ATIS, transmitida digitalmente. Essa mensagem é acessada através de um servico de link de dados como o Acars e é exibido em uma tela no painel da aeronave. O D-ATIS é incorporado como parte de sistemas na aeronave como: EFB ou FMS. O D-ATIS pode ser integrado com o núcleo do sistema ATIS ou distribuído separadamente através de uma interface de dados entre o ATIS e o D-ATIS.